# 臺南市政府工務局
臺南市政府工務局，簡稱臺南市工務局，2010年隨賴清德市府上任一同成立，是臺南市政府所屬的一級機關，為臺南市工務最高主管機關。

## 組織架構

### 局本部
- 局長
- 副局長(2人)
- 主任秘書
- 總工程司
- 專門委員
- 副總工程司(2人)

### 內部單位
- 秘書室
- 會計室
- 人事室
- 政風室
- 工程企劃科
- 採購品管科
- 建築管理科
- 使用管理科
- 新建工程科
- 建築工程科
- 養護工程科
- 公園管理科
- 第一工務大隊
- 第二工務大隊
- 第三工務大隊

## 外部連結
- 臺南市政府工務局官網 （页面存档备份，存于）